# 叙利亚社会民族党
叙利亚社会民族党（阿拉伯语：الحزب السوري القومي الاجتماعي) ，又译叙利亚民族社会党，是在叙利亚、黎巴嫩、约旦和巴勒斯坦活动的叙利亚民族主义政党。它主张建立一个跨越新月沃土的大叙利亚民族国家，包括现在的叙利亚、黎巴嫩、伊拉克、科威特、约旦、巴勒斯坦、塞浦路斯、西奈、哈塔伊省和奇里乞亚，基于地理边界和人民共同的历史界内共享。它在叙利亚和黎巴嫩侨民中也很活跃，例如在南美洲。2016年，该党有10万名成员。它曾是叙利亚第二大合法政治团体，仅次于已解散並由阿萨德家族控制的阿拉伯复兴社会党—叙利亚地区。阿萨德政权垮台後该党在叙利亚被禁止，仅有其分支在黎巴嫩活动，总部也设在其首都贝鲁特。

## 意识形态
在叙利亚法国委任统治时期，该党的创始人安东·萨阿德声称该党追求的“不是希特勒制度，也不是法西斯制度，而是纯粹的叙利亚制度”。
然而现代评论家特里·格拉文写道，该党“炫耀着自己的风格化卐字标志，并唱着一首和《德意志之歌》相同曲调的党歌”。荷兰媒体“贝灵猫”则认为，该党是一个“同极右派有联系的疯狂反犹法西斯政党”。
2017年，德国新纳粹政党“第三条道路”代表团同叙利亚民族社会党以及阿萨德政府展开了交流。